# Харолд Реймис
Харолд Алън Реймис (на английски: Harold Allen Ramis) е американски актьор, режисьор и сценарист. 

## Биография
Харолд Реймис е роден на 21 ноември 1944 г. в Чикаго, Илинойс.  Син е на Рут (родена Коки) и Нейтън Реймис, който е собственик на „Ace Food & Liquor Mart“ в северната част на града. Харолд има еврейско възпитание.  По късно в живота си не е практикувал никаква религия.  Завършва началното училище на Стивън К. Хейт през юни 1958 г. и гимназията на Николас Сен през 1962 г., и двете държавни училища в Чикаго,  и през 1966 г. във Вашингтонския университет в Сейнт Луис, Мисури,  където е член на главата „Alpha Xi“ на братството „Zeta Beta Tau“. 

### Кариера
Най-известните му роли са на Игън Спенглър в „Ловци на духове“ (1984) и Ръсел Зиски в „Райета“ (1981), като и на двата филма е съсценарист. Като режисьор и сценарист е работил по филмите „Омагьосан ден“ (1993), „Анализирай това“ (1999), „Шеметна сделка“ (2000) и „Анализирай онова“ (2002).

### Смърт
Реймис умира на 24 февруари 2014 г. в дома си в Чикаго вследствие на усложнения от автоимунен васкулит. След себе си оставя съпруга и три деца.

## Избрана филмография

### Режисьор
| Година | Филм              | Оригинално заглавие |
| ------ | ----------------- | ------------------- |
| 1980   | Слуги и господари | Caddyshack          |
| 1993   | Омагьосан ден     | Groundhog Day       |
| 1996   | Мултиплициране    | Multiplicity        |
| 1999   | Анализирай това   | Analyze This        |
| 2000   | Шеметна сделка    | Bedazzled           |
| 2002   | Анализирай онова  | Analyze Tha         |